# Équipe de Chine féminine de softball
L'équipe de Chine féminine de softball est l'équipe nationale qui représente la Chine dans les compétitions internationales féminines de softball. Elle est gérée par l'Association chinoise de softball.

## Résultats en compétitions internationales

### Jeux olympiques
- 1996 :  2e
- 2000 : 4e
- 2004 : 4e
- 2008 : 5e
- 2020 : Non participante

### Championnat du monde
- 1965 : Non participante
- 1970 : Non participante
- 1974 : Non participante
- 1978 : Non participante
- 1982 : Non participante
- 1986 :  2e
- 1990 :  3e
- 1994 :  2e
- 1998 : 4e
- 2002 : 4e
- 2006 : 4e
- 2010 : 4e
- 2012 : 5e
- 2014 : 7e
- 2016 : 8e
- 2018 : 10e

### Championnat d'Asie
- 1967 : ?
- 1969 : ?
- 1972 : ?
- 1987 :  Vainqueur
- 1991 :  Vainqueur
- 1995 :  Vainqueur
- 2004 :  3e
- 2007 :  3e
- 2011 :  3e
- 2017 : 4e
- 2019 :  2e

### Jeux asiatiques
- 1990 :  Vainqueur
- 1994 :  Vainqueur
- 1998 :  Vainqueur
- 2002 :  2e
- 2006 :  3e
- 2010 :  2e
- 2014 :  3e
- 2018 :  3e